# 82年生まれ、キム・ジヨン
『82年生まれ、キム・ジヨン』（はちじゅうにねんうまれ、キム・ジヨン、朝鮮語: 82년생 김지영）は、韓国の作家チョ・ナムジュの小説。韓国で130万部以上の販売部数を記録するベストセラーとなった。
日本、イギリス、フランス、スペイン、イタリアを含む16か国で翻訳されている。

## 概要
本作は、主人公である「キム・ジヨン」という女性の記憶に基づいた告白と、その告白を裏付ける各種統計資料と記事という二つの軸で語られている。1982年に生まれたキム・ジヨンというありふれた名前の女性の少女時代から結婚、出産に至るまでの人生を通して、韓国のジェンダー意識に関わる現代史や社会問題を織り交ぜながら、女性が負う重圧や生きづらさを映し出す。過去と比較すれば制度的な性差別は緩和された時代において、未だ残存する見えない差別がどのように女性の人生を制約し、抑圧するのかを著者は本書で描いている。
主人公の氏名は、韓国で最も一般的な名字の一つである「김（キム）」と、1970年代後半から1980年代初期に産まれた女子に最も多く名付けられた名前である「지영（チヨン）」を組み合わせたものである。
著者のチョ・ナムジュは、2001年に梨花女子大学を卒業後に韓国の社会派テレビ番組『PD手帳』の放送作家として10年間務めたが、育児のため止むを得ず専業主婦になったという経歴を持ち、本書は彼女自身の話でもある。
2016年10月から2017年5月14日までの教保文庫の統計によれば、韓国における本書の主な購買層は20～30代女性で、購買者の38.1%が30代女性であり、27.0%が20代女性だった。30代男性が9.4%、40代女性が9.1%と続いた。
2017年5月には、魯会燦正義党院内代表が文在寅大統領の就任記念に｢82年生まれ、キム・ジヨンを抱きしめてください｣というメッセージを添えて文夫妻に本書を贈り、話題になった。
2018年11月、出版から2年余りで100万部を突破。2009年に出版されたシン・ギョンスクによる小説『ママをお願い』以来、初めて100万部を突破した韓国小説となった。
2018年12月8日には、筑摩書房から邦訳版が出版された。発売2日目にしてアマゾンジャパンのアジア文学部門でベストセラー1位となり、重版が決定。2019年8月までに計13万部以上が販売された。

## あらすじ
主人公のキム・ジヨンは33歳の主婦。3歳年上の夫・デヒョンと1歳になる娘と共に韓国のソウル郊外で暮らしている。1982年生まれの韓国の女性で最も多い名前を持つ、どこにでもいそうな女性・ジヨン。彼女は誕生から学生時代、就職、結婚、出産に至るまで様々な女性差別に苦しみながらも必死に生きてきた。
しかし、ある日、通りすがりの男性から侮辱されたことをきっかけに心のバランスを崩したジヨンは、精神科病院に通い始める。物語は、彼女が病院で話した半生を聞き取って記したカルテという形式で進んでいく。

## 主な登場人物
キム・ジヨン
1982年4月1日生まれ、33歳（2015年現在）。ソウル特別市在住。大学卒業後は広告代理店で勤務していたが、前年の娘の出産に伴い、退職。以降は専業主婦をしている。

## 映画
小説を基にした同名タイトルの映画が、2019年10月23日に韓国で公開された。本作の製作会社である春風映画社の創設者キム・ドヨンの長編映画監督デビュー作。主演はチョン・ユミ、コン・ユ。韓国で観客動員数367万人を記録した。日本では2020年10月9日に公開された。
オーストラリア、香港、台湾、フィリピン、シンガポール、マレーシア、ベトナム、ラオス、タイなど37の国と地域に先行販売された。

### キャスト
※括弧内は日本語吹替
- キム・ジヨン：チョン・ユミ（有賀由樹子）
- ジヨンの夫 チョン・デヒョン：コン・ユ（諏訪部順一）
- ジヨンの母 ミスク：キム・ミギョン（朝鮮語版）（反町有里）
- ジヨンの姉 キム・ウニョン：コン・ミンジョン (木村涼香)
- ジヨンの弟 キム・ジソク：キム・ソンチョル
- ジヨンの父 ヨンス：イ・オル
- ジヨンの同僚 ヘス：イ・ボンリョン
- ジヨンの元上司 キム・ウンシル：パク・ソンヨン
- デヒョンの母：キム・ミギョン
- デヒョンの父：ソン・ソンチャン
- ジヨンの父方の祖母：カン・エシム
- 高校時代のジヨン：パク・セヒョン
- 12歳のジヨン：キム・ハヨン
- ジヨンの娘 チョン・アヨン：リュ・アヨン
- チェ・ソヨン医師：キム・ジョンヨン
- ヨンホの母親：チェ・ヒジン
- 果物店の娘：ウ・ドイム
- デヒョンの姉 チョン・スヒョン：ユン・サボン
- スヒョンの夫：チョン・ヒョンシク
- 広告主の男性社員：イ・ヘウン
- 14歳のウニョン：イ・ナユン
- ジヨンの同僚男性 ビョンシク：ウ・ジヒョン
- パク課長：イ・ジェイン
- チョン課長：イ・ジュウォン
- スビンの母親：キム・グニ
- 男性社員1：イ・スンヨン
- ジヨンの母方の祖母：イェ・スジョン（朝鮮語版） ※特別出演
- 過去のスカーフの女：ヨム・ヘラン（朝鮮語版） ※特別出演

### 評価
この映画は韓国国内で若い女性観客の圧倒的な支持を受けており、CJ CGVによると、公開2日目の2019年10月25日の時点でこの映画の観客のうち20代と30代が70%を占め、性別では女性観客が81%、男性観客が19%であった。ユ・アインやペ・スジ、チェ・ウシクら、いくつかの俳優もこの映画の観覧を勧めた。
一方、公開初期はネット上での男女別の評価が大きく分かれ、特に映画を見ていない男性による低評価が多かった。公開3日目の10月26日午前9時30分の時点でのポータルサイト・ネイバーの映画レビューサービス「ネイバー映画」によると、合計1万8569人のネットユーザーが点数をつけたが、女性利用者が付けた点数の平均値は9.48点に対し、男性利用者が付けた点数の平均値は1.87点であり、平均点数は5.62点となった。一方、実際に映画を見た観客の評価によると平均点数は9.53点で、うち女性観客がつけた点数の平均値は9.59点、男性観客がつけた点数の平均値は9.43点でそれほど大きな差がなかった。江南大教授の映画評論家のカン・ユジョンは原作の小説について「女性読者は小説の多くの部分に共感する反面、男性はむしろ反感を持った」とした上、若い男性がフェミニズムの台頭に対し、家父長制の特権の失墜に自動連想的で過度に反応したとの考えを示した。

### 受賞とノミネート
| 賞                   | 部門         | 対象                         | 結果       |
| -------------------- | ------------ | ---------------------------- | ---------- |
| 第56回大鐘賞         | 主演女優賞   | チョン・ユミ                 | 受賞       |
| 第56回大鐘賞         | 新人監督賞   | キム・ドヨン                 | ノミネート |
| 第56回大鐘賞         | 企画賞       | モ・イリョン                 | ノミネート |
| 第25回春史大賞映画祭 | 主演女優賞   | チョン・ユミ                 | ノミネート |
| 第25回春史大賞映画祭 | 助演女優賞   | キム・ミギョン               | 受賞       |
| 第25回春史大賞映画祭 | 新人監督賞   | キム・ドヨン                 | 受賞       |
| 第29回釜日映画賞     | 主演女優賞   | チョン・ユミ                 | 受賞       |
| 第29回釜日映画賞     | 監督賞       | キム・ドヨン                 | ノミネート |
| 第41回青龍映画賞     | 作品賞       | 『82年生まれ、キム・ジヨン』 | ノミネート |
| 第41回青龍映画賞     | 主演女優賞   | チョン・ユミ                 | ノミネート |
| 第41回青龍映画賞     | 助演女優賞   | キム・ミギョン               | ノミネート |
| 第41回青龍映画賞     | 新人監督賞   | キム・ドヨン                 | ノミネート |
| 第41回青龍映画賞     | 脚本賞       | ユ・ヨンア                   | ノミネート |
| 第41回青龍映画賞     | 編集賞       | シン・ミンギョン             | ノミネート |
| 第41回青龍映画賞     | 人気スター賞 | チョン・ユミ                 | 受賞       |